# Alky Project
Alky permite converter binários executáveis Windows para Mac OS X ou Linux. Neste momento a plataforma encontra-se focada na migração de jogos, mas suportarão outras coisas no futuro.O código inclui o Alky Converter original usado para converter o popular "Prey Demo" para rodar em Mac OS X e Linux, bem como a versão alpha do "Alky Compatibility Libraries", focado para fornecer compatibilidade com o DirectX. Além disso, foi criado um fórum para debater o andamento da conversão de jogos com DirectX 10.

## Alky mantém o Win XP vivo
A própria Microsoft buscava "sabotar" aos poucos o Windows XP, acelerando o seu processo de obsolência. Por exemplo, certos aplicativos e ferramentas de grande popularidade, não tiveram as suas atualizações disponíveis, como eram o caso do DirectX 10 e do Internet Explorer 9. A indisponibilidade do DirectX 10 gerou uma certa revolta entre os usuários entusiastas, pois embora a Microsoft alegasse a incompatibilidade da nova API com o antigo sistema operacional, muitos entusiastas conseguiram instalá-lo para o Windows XP, graças ao projeto independente Alky Project (KM Software).

## Ligações Externas
- (em inglês) Página Alkyproject
- (em inglês) Página Allingleafsystems
- (em inglês) O código fonte do Alky para baixar
- (em inglês) Grupo de discussão do Alky Project
- (em russo) Blog do Alky Project